# Ottis Toole

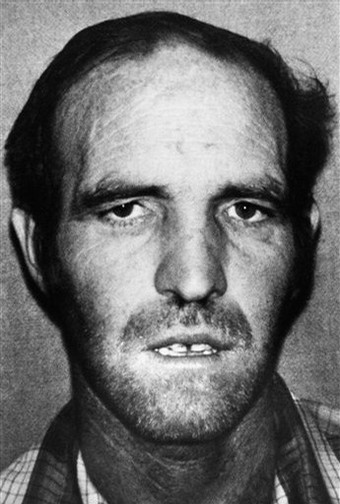
Ottis Toole

Ottis Elwood Toole (Jacksonville, 5 maart 1947 – 15 september 1996) was een Amerikaans seriemoordenaar en brandstichter. Als medeplichtige van veroordeeld seriemoordenaar Henry Lee Lucas bekende Toole meerdere moorden, verkrachtingen en het praktiseren van kannibalisme, en was hij verdachte in verschillende moordzaken. Hij trok echter soms zijn bekentenissen in of paste deze aan. Toole werd uiteindelijk veroordeeld voor drie moorden en bekende nog vier moorden voordat hij in 1996 in gevangenschap stierf.